# Club d'aviron San Nicolas
Maillots
Le Club d'Aviron San Nicolas est un club d'aviron de la localité biscaïenne de Portugalete qui a débuté en 1892 à participer avec une traînière à des régates entre des Confréries. Il participe actuellement à la Ligue ARC, dans la catégorie 2.

## Histoire
En 1917 il a disputé une régate dans le Abra, en prenant la seconde place derrière le Santurtzi et devant Zierbana et Algorta. La traînière s'appelle l'Engracia. Avec le nom du village il dispute plusieurs régates parmi lesquelles celle de la ria de Bilbao en 1929. La Société Nautique de Portugalete gagne aussi le Championnat d'Espagne de batels en 1949. En 1951 le C.R. San Nicolas participe au Championnat d'Espagne de trainières.

## Noms des trainières
- 1917 - Engracia
- 1923 - San Roque
- 1925 - Virgen de la Guia
- 1931 - La Canilla
- 1968 - Santa Maria
- 1969 - Noble Villa
- 1970 - Elena
- 1973 - Virgen de la Guia
- 1979 - Jarrillera

## Palmarès

### Titres nationaux
- 1 Championnat d'Espagne de batels (junio): 1978.

### Titres régionaux
- 1 Championnat de Trainerillas d'Esukadi (féminine): 2006.

### Titres provinciaux
- 1 Championnat de Biscaye de Batels: 1997.
- 1 Championnat de Biscaye de Batels (féminine): 2005.
- 1 Championnat de Biscaye de Trainerillas (féminine): 2006.

### Drapeaux
- 1 Drapeau de Laredo: 1981.
- 1 Drapeau de Portugalete: 1998.
- 1 Drapeau de Ur Kirolak: 2003.
- 1 Drapeau de Saint-Jean-de-Luz: 2007.
- 1 Drapeau de Saint- Sébastien: 2007.
- 1 Drapeau de Getxo: 2007.
- 1 Drapeau mairie de Gozón: 2010.
- 1 Drapeau Ria del Asón: 2010.
- 1 Drapeau Conte de Fenosa.

### Sources
- (es) Cet article est partiellement ou en totalité issu de l’article de Wikipédia en espagnol intitulé « Club de Remo San Nicolás » (voir la liste des auteurs).